# Tippi Hedren

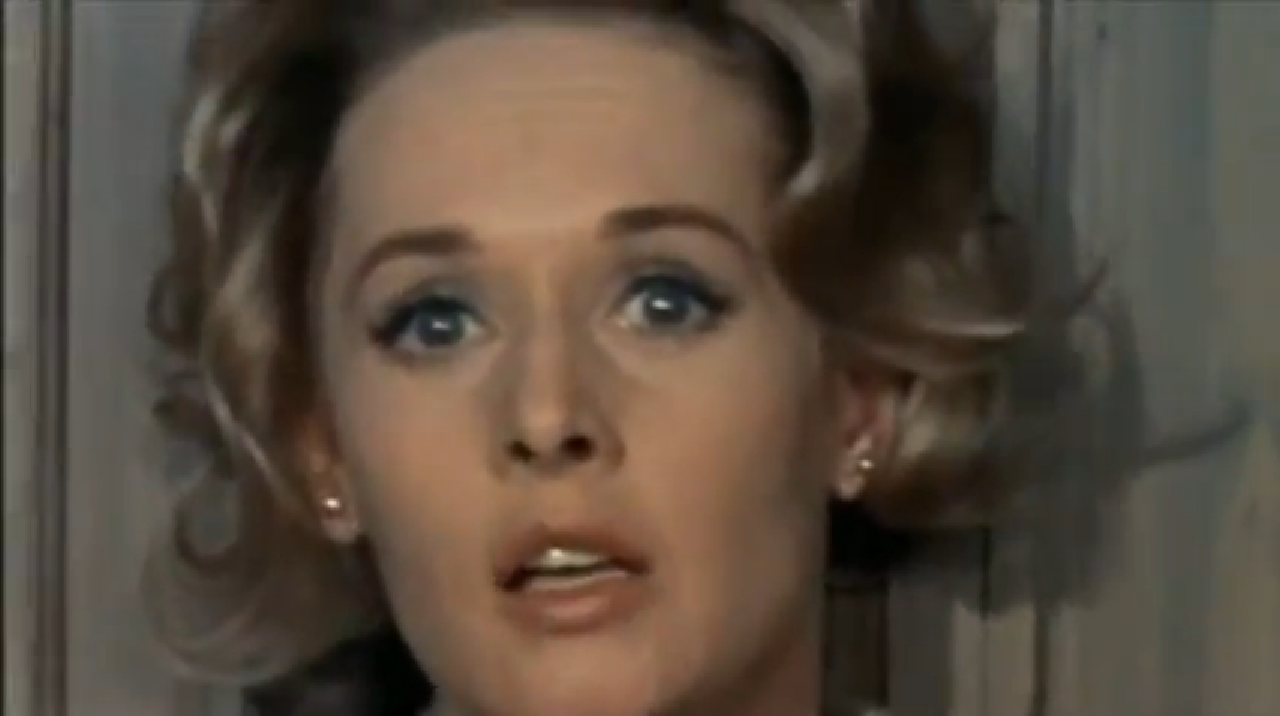
Tippi Hedren în filmul "The Birds" ("Păsările")

Tippi Hedren (născută Nathalie Kay Hedren, n. 19 ianuarie 1930, New Ulm⁠(d), Minnesota, SUA) este o actriță americană de film.

## Filmografie

### Film
| An   | Titlu                                           | Rol                  | Note                        |
| ---- | ----------------------------------------------- | -------------------- | --------------------------- |
| 1950 | The Petty Girl                                  | Ice Box Petty Girl   |                             |
| 1963 | The Birds -- Păsările                           | Melanie Daniels      |                             |
| 1964 | Marnie                                          | Marnie Edgar         |                             |
| 1967 | A Countess from Hong Kong                       | Martha Mears         |                             |
| 1970 | Tiger by the Tail                               | Rita Armstrong       |                             |
| 1970 | Satan's Harvest                                 | Marla Oaks           |                             |
| 1971 | Mister Kingstreet's War                         | Mary Kingstreet      |                             |
| 1973 | The Harrad Experiment                           | Margaret Tenhausen   |                             |
| 1981 | Roar                                            | Madelaine            |                             |
| 1982 | Foxfire Light                                   | Elizabeth Morgan     |                             |
| 1989 | Deadly Spygames                                 | Chastity             |                             |
| 1990 | In the Cold of the Night                        | Clara                |                             |
| 1990 | Pacific Heights                                 | Florence Peters      |                             |
| 1994 | Teresa's Tattoo                                 | Evelyn Hill          |                             |
| 1994 | Inevitable Grace                                | Dr. Marcia Stevens   |                             |
| 1996 | Citizen Ruth                                    | Jessica Weiss        |                             |
| 1997 | Mulligans!                                      | Dottie               | scurtmetraj                 |
| 1998 | Break Up                                        | Mom                  |                             |
| 1998 | I Woke Up Early The Day I Died                  | Maylinda Austed      |                             |
| 1998 | Internet Love                                   | Herself              |                             |
| 1999 | The Storytellers                                | Lillian Glosner      |                             |
| 2001 | Tea with Grandma                                | Rae                  | scurtmetraj                 |
| 2001 | Ice Cream Sundae                                | Lady                 | scurtmetraj                 |
| 2003 | Searching for Haizmann                          | Dr. Michelle Labner  |                             |
| 2003 | Dark Wolf                                       | Mary                 | Video                       |
| 2003 | Rose's Garden                                   | Rose                 |                             |
| 2003 | Julie and Jack                                  | Julie McNeal         |                             |
| 2004 | Raising Genius                                  | Babe                 |                             |
| 2004 | Mind Rage                                       | Dr. Wilma Randolph   |                             |
| 2004 | I Heart Huckabees                               | Mary Jane Hutchinson |                             |
| 2005 | The Last Confederate: The Story of Robert Adams | Mrs. Adams           |                             |
| 2005 | Diamond Zero                                    | Eleanor Kelly        |                             |
| 2007 | Dead Write                                      | Minnie               |                             |
| 2008 | Her Morbid Desires                              | Gloria               | Video                       |
| 2012 | Jayne Mansfield's Car                           | Naomi Caldwell       | (nemenționat; scene șterse) |
| 2012 | Free Samples                                    | Betty                |                             |
| 2013 | Return to Babylon                               | Mrs. Peabody         |                             |
| 2015 | The Ghost and the Whale                         | Tippi                |                             |

### Televiziune
| An        | Titlu                                          | Rol                                  | Note                                                                  |
| --------- | ---------------------------------------------- | ------------------------------------ | --------------------------------------------------------------------- |
| 1965      | Kraft Suspense Theatre                         | Lee Anne Wickheimer                  | "The Trains of Silence"                                               |
| 1965      | Run for Your Life                              | Jessica Braden                       | "Someone Who Makes Me Feel Beautiful"                                 |
| 1970      | The Courtship of Eddie's Father                | Cissy Drummond-Randolph              | "Free Is a Four Letter Word"                                          |
| 1971      | The Courtship of Eddie's Father                | Cissy Drummond-Randolph              | "A Little Get Together for Cissy"                                     |
| 1973      | Docteur Caraïbes                               | Sonia                                | "The Man and the Albatross"                                           |
| 1976      | The Bionic Woman                               | Susan Victor                         | "Claws"                                                               |
| 1983      | Hart to Hart                                   | Liza Atterton                        | "Hunted Harts"                                                        |
| 1984      | Tales from the Darkside                        | Ruth Anderson                        | "Mookie and Pookie"                                                   |
| 1985      | The New Alfred Hitchcock Presents              | Waitress                             | "Man from the South"                                                  |
| 1988      | Hotel                                          | Barbara Lyman                        | "Double Take"                                                         |
| 1988      | Baby Boom                                      | Laura Curtis                         | "Christmas '88"                                                       |
| 1990      | Return to Green Acres                          | Arleen                               | film TV                                                               |
| 1990–1991 | The Bold and the Beautiful                     | Helen Maclaine                       | serial TV                                                             |
| 1991      | Shadow of a Doubt                              | Mrs. Mathewson                       | film TV                                                               |
| 1991      | In the Heat of the Night                       | Annabelle Van Buren                  | "Liar's Poker"                                                        |
| 1992      | Through the Eyes of a Killer                   | Mrs. Bellano                         | film TV                                                               |
| 1993      | Perry Mason: The Case of the Skin-Deep Scandal | Beverly Courtney                     | film TV                                                               |
| 1993      | Murder, She Wrote                              | Catherine Noble                      | "Bloodlines"                                                          |
| 1994      | The Birds II: Land's End                       | Helen                                | film TV                                                               |
| 1994      | Treacherous Beauties                           | Lettie Hollister                     | film TV                                                               |
| 1994–1996 | Dream On                                       | Di                                   | rol secundar                                                          |
| 1997      | Adventures from the Book of Virtues            | Madame Sofroni / Molly Mouse (voice) | "Generosity"                                                          |
| 1997      | The Guardian                                   | Wynn                                 | film TV                                                               |
| 1998      | Chicago Hope                                   | Alfreda Perkins                      | "Psychodrama"                                                         |
| 1998      | The New Batman Adventures                      | Donna Day (voice)                    | "Mean Seasons"                                                        |
| 1998      | Invasion America                               | Mrs. McAllister (voice)              | "Allies", "Charade"                                                   |
| 1999      | The Darklings                                  | Martha Jackson                       | film TV                                                               |
| 1999      | Replacing Dad                                  | Dixie                                | film TV                                                               |
| 2000      | Bull                                           | Caitlin Coyle                        | "A Beautiful Lie"                                                     |
| 2000      | Providence                                     | Constance Hemming                    | "The Unsinkable Sydney Hansen", "The Thanksgiving Story: Parts 1 & 2" |
| 2001      | The Nightmare Room                             | The Witch, Herself                   | "Fear Games"                                                          |
| 2003      | 111 Gramercy Park                              | Mrs. Granville                       | film TV                                                               |
| 2006      | Fashion House                                  | Doris Thompson                       | rol secundar                                                          |
| 2006      | The 4400                                       | Lily Tyler                           | "The New World"                                                       |
| 2008      | CSI: Crime Scene Investigation                 | Karen Rosenthal                      | "Young Man with a Horn"                                               |
| 2009      | Tribute                                        | Mrs. Hennessey                       | film TV                                                               |
| 2011      | Batman: The Brave and the Bold                 | Queen Hippolyta (voice)              | "Triumvirate of Terror!"                                              |
| 2012      | Raising Hope                                   | Nana                                 | "Not Indecent, But Not Quite Decent Enough Proposal"                  |
| 2013      | Cougar Town                                    | Herself                              | "Have Love Will Travel"                                               |